# Meall Buidhe (berg)
Meall Buidhe är ett berg i Storbritannien.   Det ligger i kommunen Perth and Kinross och riksdelen Skottland, i den nordvästra delen av landet, 600 km nordväst om huvudstaden London. Toppen på Meall Buidhe är 932 meter över havet, eller 321 meter över den omgivande terrängen. Bredden vid basen är 12,9 km.
Terrängen runt Meall Buidhe är huvudsakligen kuperad.Runt Meall Buidhe är det mycket glesbefolkat, med 4 invånare per kvadratkilometer. Närmaste större samhälle är Killin, 18,6 km söder om Meall Buidhe. Omgivningarna runt Meall Buidhe är i huvudsak ett öppet busklandskap.